# Pirausta
(Isabella Andreini, Rime, Sonetto LXXXVII, vv. 10-14)
La pirausta (anche al maschile: il pirausta; dal latino pyrausta, che sono dal greco πυραύστης, composto di πῦρ, pŷr, "fuoco" e αὔω, aúō, "accendere"), chiamata anche pirali, piralide o pirallide (latino pyrallis) o pirigone (latino pyrigon), è una creatura leggendaria, descritta da vari autori dell'antichità e dell'era moderna. Le descrizioni, pur centrate tutte sulla preminenza del fuoco, divergono: la tradizione più diffusa vuole che la pirausta sia un insetto poco più grande di una mosca, che nel fuoco nasce e si sviluppa, osservato originariamente nelle fonderie del rame di Cipro; una posizione minore, più modestamente, le attribuisce invece i caratteri tipici di una falena: l'attrazione per le fiamme e la conseguente morte per combustione.

## Riferimenti storici

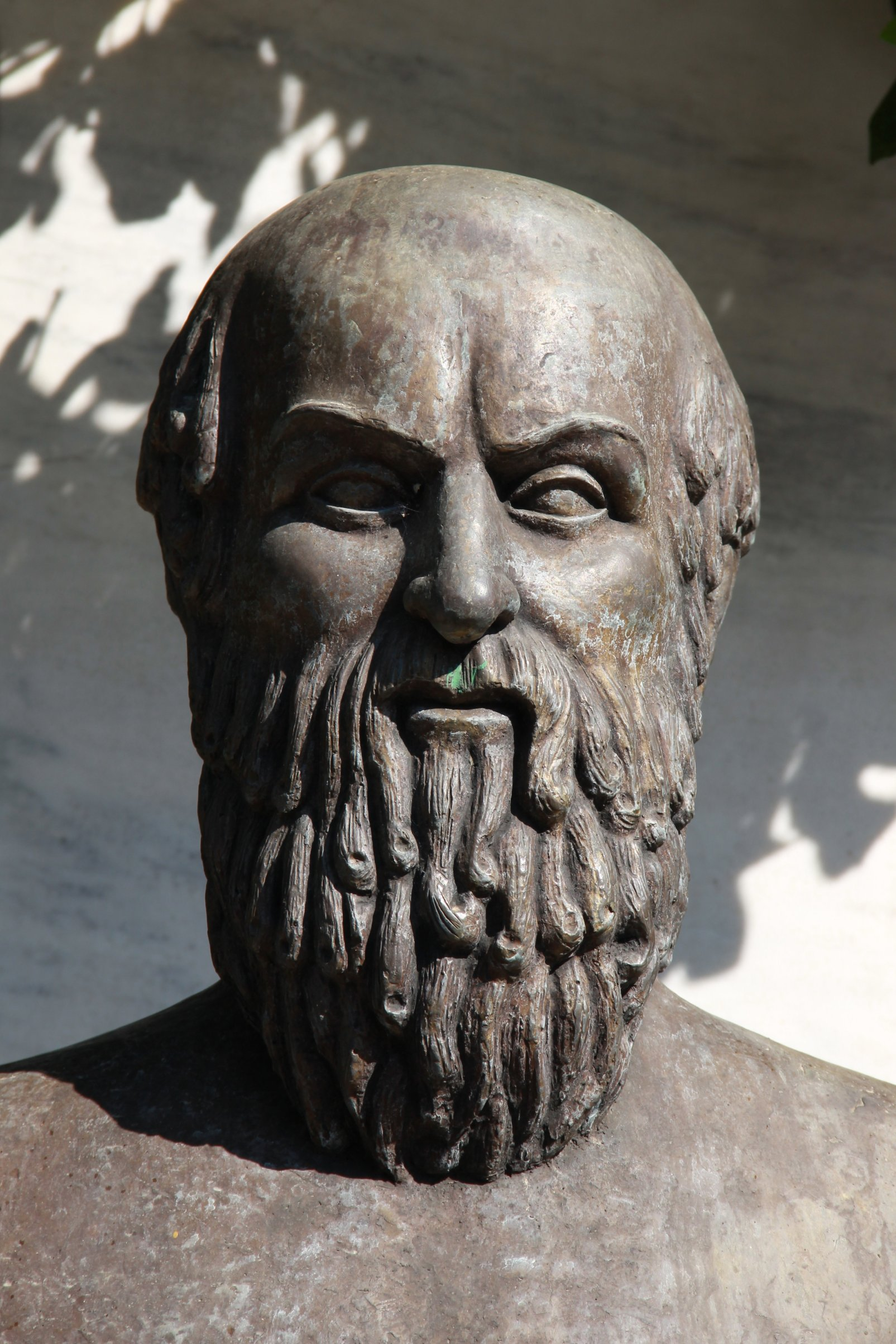
Busto di Eschilo conservato ad Atene.

### Nell'antichità

#### Eschilo
Una delle apparizioni più antiche del termine si trova nell'opera del celebre tragediografo greco Eschilo, che dedica alla pirausta un intenso trimetro:
La creatura sembra qui essere una comune falena, che, attratta dal bagliore della fiamma, vi vola incontro fino a bruciare viva. Il verso di Eschilo è ripreso da autori successivi (vedi infra), tra cui Eliano e Aldrovandi.

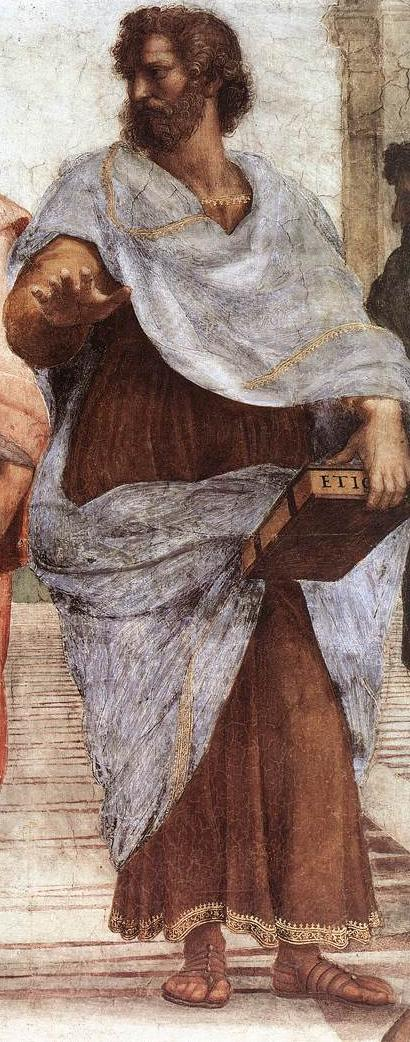
Aristotele raffigurato da Raffaello nella Scuola di Atene.

#### Aristotele
Nel libro V della sua Storia degli animali, nel considerare le modalità e i luoghi della riproduzione degli insetti, Aristotele parla di un insetto poco più grande di un moscone, dotato di zampe e ali, che si genera e vive nel fuoco. Il fuoco, distruttivo per le altre forme di vita, è essenziale per questa piccola creatura: se infatti la si rimuove dalle fiamme, essa spira.
(Aristotele, Storia degli animali, libro V)

#### Seneca

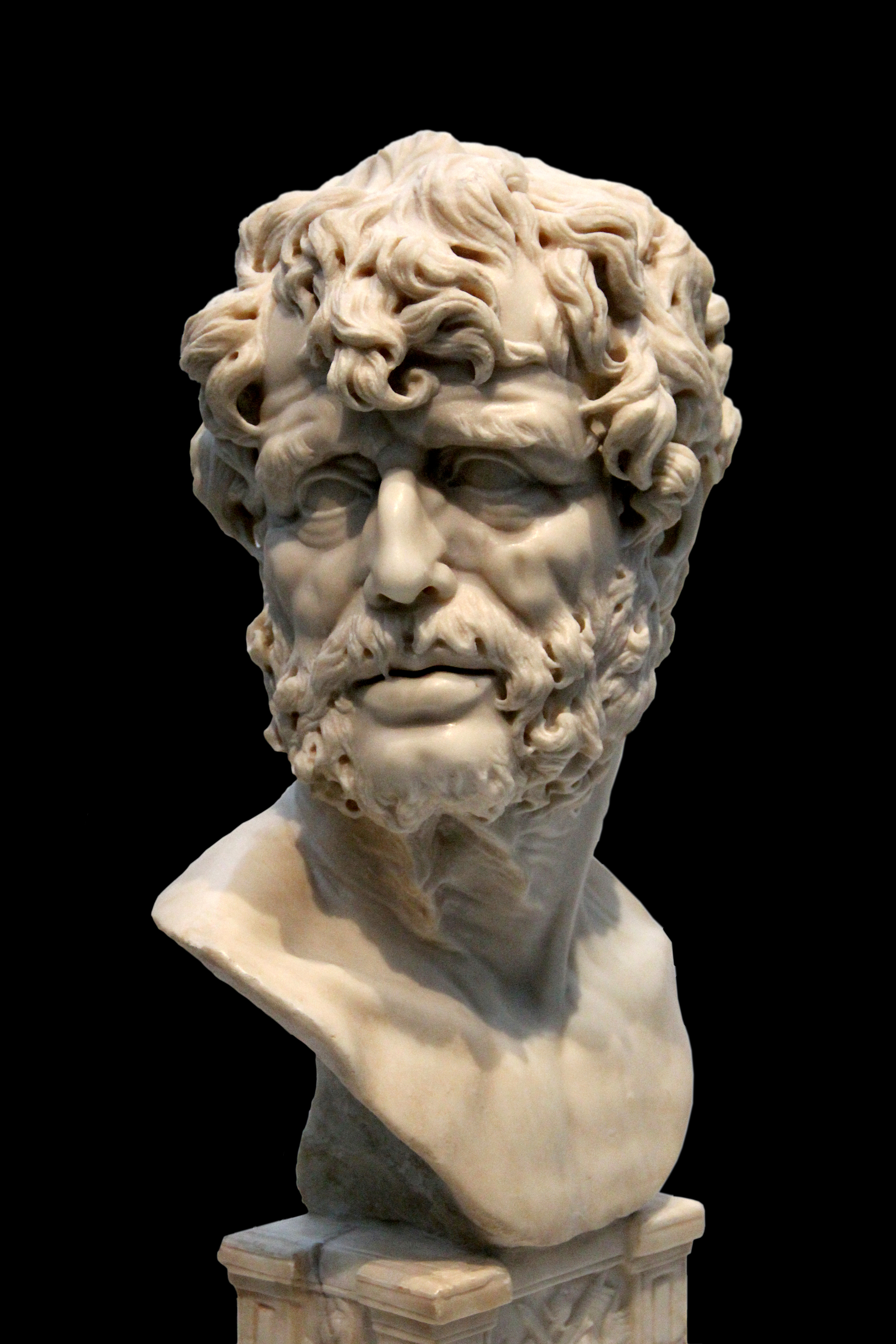
Busto di Seneca del XVII secolo.

Lucio Anneo Seneca, nelle sue Quaestiones Naturales, potrebbe dare l'impressione che tali creature siano generate dal fuoco; Aristotele tuttavia dice chiaramente ἐν τῷ πυρί, "nel fuoco", e non ἐκ τοῦ πυράς, "dal fuoco". Seneca, ragionando sulla nascita degli esseri viventi dai diversi elementi, dichiara di sfuggita:
(Lucio Anneo Seneca, Questiones naturales, libro V, 5,2-6,1)

#### Plinio il vecchio

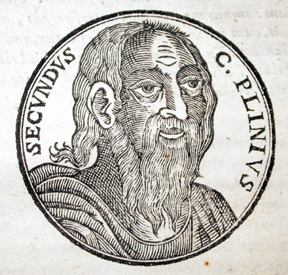
Plinio il vecchio in un'incisione del 1635.

Plinio il Vecchio riprende Aristotele nella sua Storia naturale, aggiungendo alcuni dettagli: la piralide è dotata di quattro zampe e le sue ali sono atte al volo:
(Plinio il vecchio, Storia naturale, libro XI, 42)

#### Eliano
Claudio Eliano, nel suo De animalium natura, parla della pirausta e della pirigone in due passi diversi. Le due creature tuttavia non coincidono, e anzi presentano caratteri opposti. Il primo è il passo della pirigone:
(Claudio Eliano, De animalium natura, libro II, 2)
Alcuni traduttori hanno identificato questa pirigone con la lucciola.
Troviamo la pirausta più avanti, nel libro XII. Qui Eliano descrive una creatura del tutto differente dalla prima e simile a una comune falena, che risulta attratta dalle fiamme e ne è uccisa.
(Claudio Eliano, De animalium natura, libro XII, 8)
A chiusura di questo passo Eliano cita il passo di Eschilo di cui sopra. Alcuni traduttori hanno voluto identificare questa seconda creatura con la tarma minore della cera.

### Nel rinascimento

#### Erasmo da Rotterdam
Erasmo da Rotterdam dedica alla pirausta un paragrafo dei suoi Adagi.

#### Aldrovandi
Ulisse Aldrovandi, citando molti autori dell'antichità, parla della pirausta nel suo De animalibus insectis libri septem.

### Nel seicento

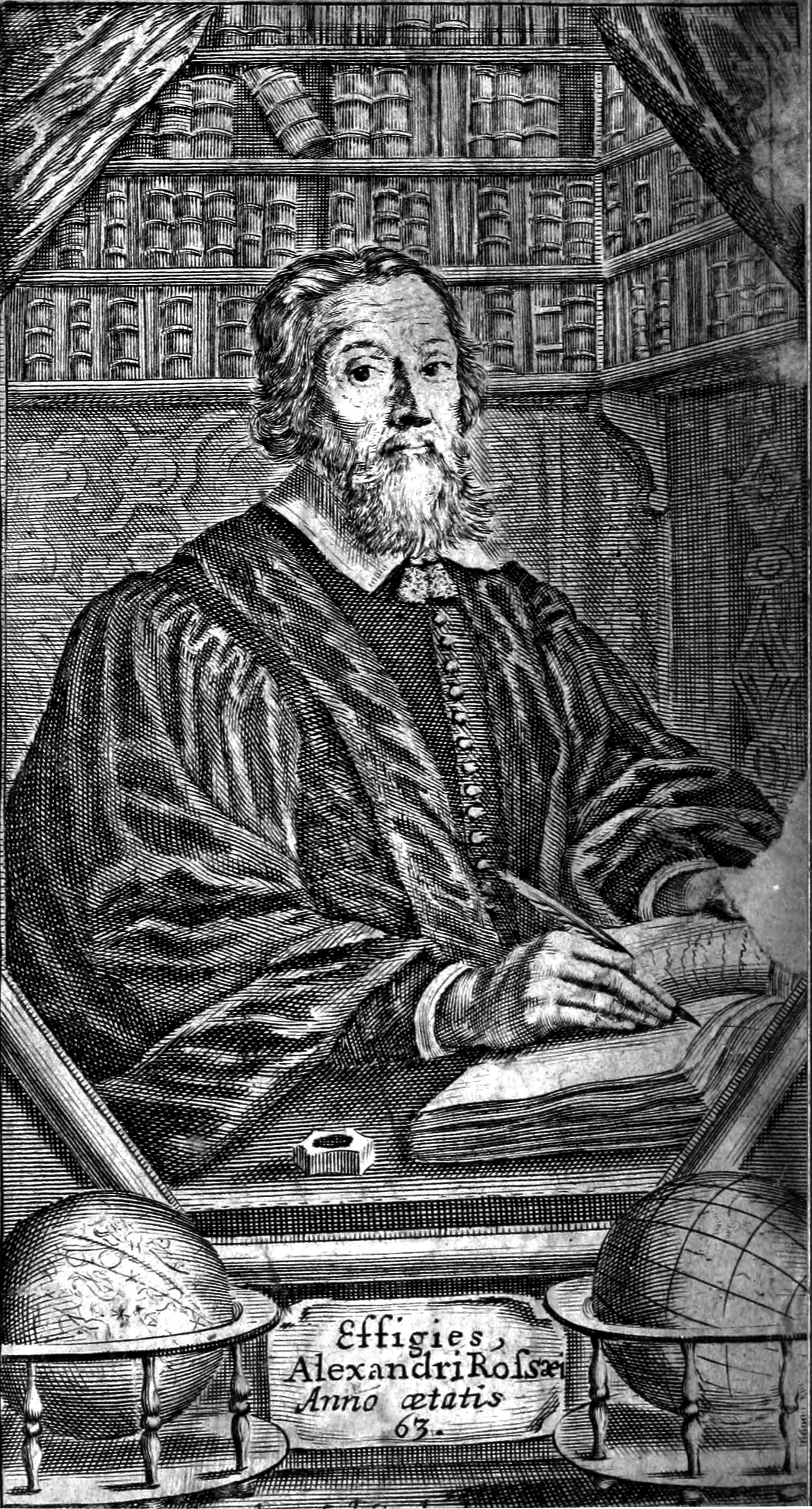
Alexander Ross in un'incisione del 1660.

#### Alexander Ross
Alexander Ross cita la pirausta in Arcana microsmi per argomentare le proprie tesi contro Thomas Browne:
(Alexander Ross, Arcana Microcosmi, libro II, capitolo 1, 1)

## Influenza culturale

### Letteratura italiana
La pirausta, in entrambe le sue caratterizzazioni, ricorre nell'uso poetico e letterario italiano, in particolare nel periodo barocco. Nel linguaggio mistico, la pirausta è spesso immagine dell'anima che anela all'Empireo o vi è immersa.
Tra gli autori che parlano della pirausta come creatura che vive nel fuoco sono Isabella Andreini nel suo Sonetto LXXXVII, Giovan Battista Marino nel poema L'Adone, Giovanni Battista Andreini ne L'olivastro, overo il poeta sfortunato, Francesco Fulvio Frugoni ne Il cane di Diogene, Annibale Marchetti in Iddio rintracciato per le sue orme, Giovanni Rho in Della Santissima Eucaristia, Tommaso Campanella in Del senso delle cose.
La pirausta è invece nominata come creatura attratta e uccisa dalle fiamme da Giacinto Maria Anti.

### Descrizioni moderne
Lo zoologo Karl Shuker, nel suo Draghi: una storia naturale, fornisce una descrizione più dettagliata della piralide:
L'autore tuttavia non precisa da quale fonte siano tratte queste informazioni.

### Altro
- Pyrausta è un genere di falene della famiglia dei piralidi[20].
- I piralidi (Pyralidae) sono una famiglia di lepidotteri.
- La piralide compare nel videogioco del 2003 Culdcept[21].

## Voci correlate

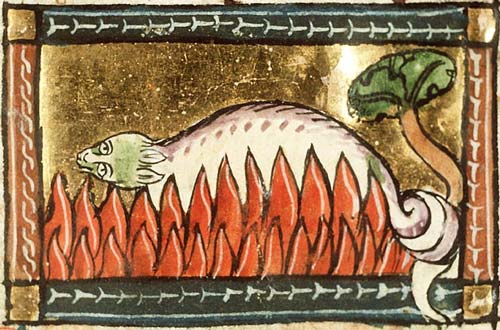
Una salamandra nel fuoco, da un bestiario medievale.